# Йоко Оно
Йоко Оно Ленън, известна като Йоко Оно (на японски: 小野 洋子; на английски: Yoko Ono) е авангардна певица и представителка на изобразителното изкуство, вдовица на Джон Ленън от състава „Бийтълс“.
Някои виждат в нея основната причина за разпадането на състава. Бракът ѝ с Джон Ленън е нейният 3-ти и неговият 2-ри брак. Има американско гражданство и понастоящем живее в Ню Йорк.
За първи път Джон Ленън и Йоко Оно се срещат през 1966 година на нейна изложба в Лондон. Той е впечатлен от позитивизма и чувството за хумор на нейното изкуство, особено от стълбата, която води до платно, на което с лупа може да се прочете „Да“. Години по-късно Джон Ленън твърди, че ако думата е била „Не“, най-вероятно е нямало да го впечатли толкова много. Йоко Оно твърди по-късно, че по онова време не е знаела кои са Джон Ленън и „Бийтълс“, но се е заинтересувала от тяхната музика.
Джон и Йоко сключват брак на 20 март 1969 година в Гибралтар. Имат син Шон Ленън, който е роден през 1975 г. След смъртта на Джон Ленън през 1980 година Йоко Оно продължава самостоятелната си кариера. Записва няколко албума и участва в няколко филма.

## Видео арт
- Sky TV (1966)
- Blueprint for the Sunrise (2000, 28 min)
- Onochord (2004)[2]

## Дискография
- 1968: Unfinished Music No.1: Two Virgins (& John Lennon)
- 1969: Unfinished Music No. 2: Life with the Lions (& John Lennon)
- 1969: Wedding Album (& John Lennon)
- 1969: Live Peace in Toronto 1969 (& John Lennon)
- 1970: Yoko Ono/Plastic Ono Band (& Plastic Ono Band)
- 1971: Fly (Album)
- 1972: Some Time in New York City (& John Lennon)
- 1973: Approximately Infinite Universe
- 1973: Feeling the Space
- 1973: Welcome: The Many Sides of Yoko Ono (Promo, Japan)
- 1974: A Story (Veröffentlicht 1997)
- 1980: Double Fantasy (& John Lennon)
- 1981: Season of Glass
- 1982: It’s Alright (I See Rainbows)
- 1984: Milk and Honey (Album)|Milk and Honey (& John Lennon)
- 1984: Every Man Has a Woman (Tribute-Album)
- 1985: Starpeace
- 1992: Onobox (6-CD-Box)
- 1992: Walking on Thin Ice
- 1995: Rising
- 1995: New York Rock (Musical)
- 1996: Rising Mixes
- 2001: Blueprint for a Sunrise
- 2007: Yes, I’m a Witch (Remix-Album)
- 2007: Open Your Box (Remix-Album)
- 2009: Between My Head and the Sky (& Plastic Ono Band)
- 2012: Onomix (Remix-Retrospektive) (Download)
- 2012: YOKOKIMTHURSTON (Yoko Ono, Kim Gordon & Thurston Moore)
- 2013: Take Me to the Land of Hell (& Plastic Ono Band)